# Podlesie (Wolibórz)
Podlesie (niem. Waldgrund) – osada wsi Wolibórz w Polsce, położona w województwie dolnośląskim, w powiecie kłodzkim, w gminie Nowa Ruda, w Sudetach Środkowych, w południowej części Gór Sowich, u stóp wzniesienia Wolna, na wysokości około 510–530 m n.p.m.
W latach 1975–1998 osada administracyjnie należała do województwa wałbrzyskiego.

## Historia
Podlesie powstało w drugiej połowie XVIII wieku jako kolonia Woliborza. W 1787 roku mieszkało tu 16 zagrodników i chałupników. W 1825 roku w miejscowości było 17 domów i wapiennik, a w 1840 roku liczba domów wzrosła do 21, pojawił się też kamieniołom. W 1906 roku przez osadę przeprowadzono linię Kolei Sowiogórskiej, co jednak nie wpłynęło na rozwój Podlesia, ponieważ nie powstał w nim przystanek. W 1933 roku miejscowość liczyła 86 osób. Po 1945 roku zlikwidowano linię kolejową, ale charakter osady nie zmienił się.